# Pere Garau i Canyelles
Pere Garau i Canyelles (Palma, 1860 - Mallorca, 1919) va ser un enginyer balear conegut per haver estat l'autor del traçat del ferrocarril de Sóller i del tramvia de Sóller. També va realitzar un projecte de remodelació del Port de Palma i un altre d'eixample per la mateixa ciutat, tot i que finalment l'ajuntament es va decantar pel projecte presentat per Bernat Calvet i Girona (el pla Calvet). El barri de Pere Garau, de Palma, duu el seu nom.